# 营城水库
营城水库是中国天津市滨海新区境内的一座水库，位于蓟运河上，建于1973年。水库正常库容为700万立方米，海拔为5.1米。